# May McAvoy
Pour les articles homonymes, voir McAvoy.
May McAvoy est une actrice américaine née le 8 septembre 1899 à New York, New York (États-Unis), et morte le 26 avril 1984 à Los Angeles (Californie).

## Filmographie

### Années 1910
- 1917 : Hate : May Garvan
- 1918 : To Hell with the Kaiser! : fille blessée
- 1918 : A Perfect Lady : Claire Higgins
- 1918 : I'll Say So : rôle non déterminé
- 1918 : To Hell with the Kaiser! de George Irving
- 1919 : Mrs. Wiggs of the Cabbage Patch (en) d'Hugh Ford : Australy Wiggs
- 1919 : The Woman Under Oath : Edith Norton
- 1919 : Pour sa famille (The Way of a Woman) de Robert Z. Leonard : Grace Lee

### Années 1920
- 1920 : Love Wins
- 1920 : My Husband's Other Wife de J. Stuart Blackton : Nettie Bryson
- 1920 : The Sporting Duchess de Barry O'Neil : Mary Aylmer
- 1920 : Man and His Woman de J. Stuart Blackton : Eve Cartier
- 1920 : Le Testament d'Anthony Cole (The House of the Tolling Bell) de J. Stuart Blackton : Lucy Atheron
- 1920 : De la haine à l'amour (The Forbidden Valley) de J. Stuart Blackton : Morning Glory
- 1920 : The Devil's Garden (en) de Kenneth S. Webb : Norah
- 1920 : The Truth About Husbands de Kenneth S. Webb

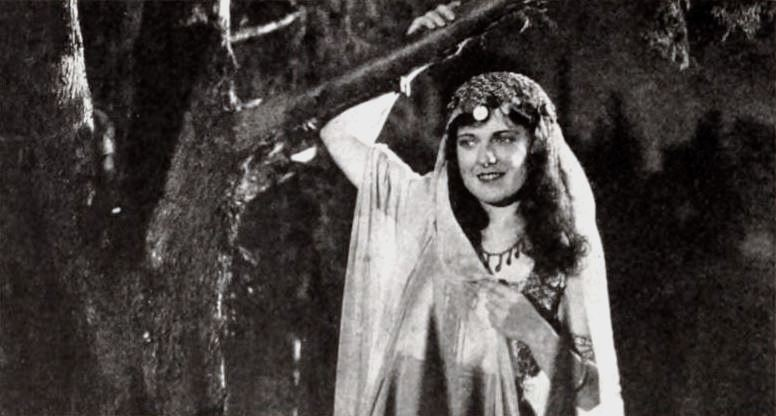
Dans Morals (1921)

- 1921 : Sentimental Tommy de John S. Robertson : Grizel
- 1921 : A Private Scandal de Chester M. Franklin: Jeanne Millett
- 1921 : Everything for Sale de Frank O'Connor : Helen Wainwright
- 1921 : Morals de William Desmond Taylor de Frank O'Connor : Carlotta
- 1921 : Mur mitoyen (A Virginia Courtship) de Frank O'Connor : Prudence Fairfax
- 1922 : La Conquête d'un mari (A Homespun Vamp) : Meg Mackenzie
- 1922 : Through a Glass Window : Jenny Martin
- 1922 : The Top of New York : Hilda O'Shaunnessey
- 1922 : L'Accordeur (Clarence) de William C. de Mille : Cora Wheeler

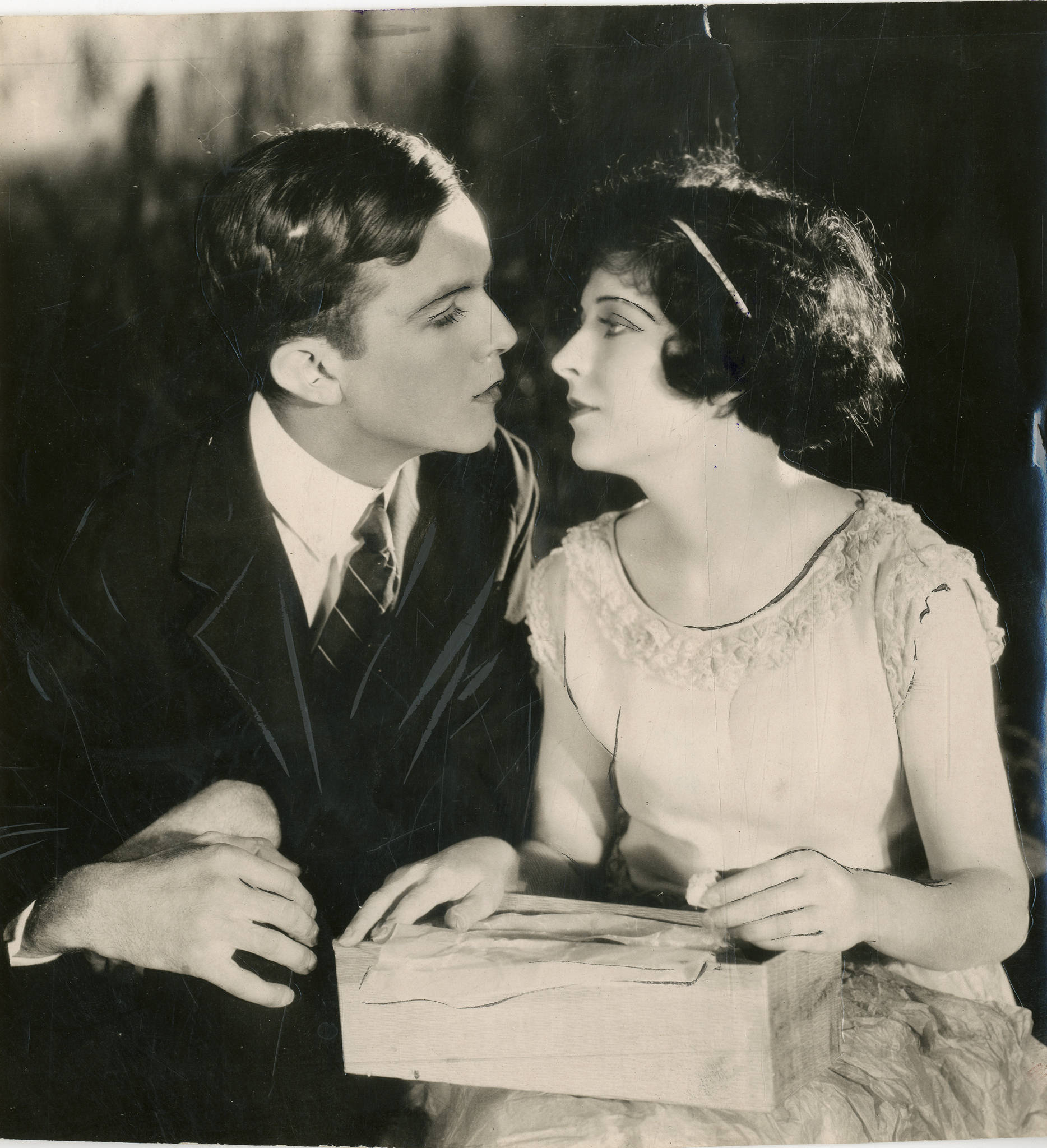
Avec Glenn Hunter dans West of the Water Tower (1923)

- 1922 : Kick In de Richard Wallace : Myrtle
- 1923 : Grumpy de William C. de Mille : Virginia Bullivant
- 1923 : Only 38 de William C. de Mille : Lucy Stanley
- 1923 : Her Reputation de John Griffith Wray : Jacqueline Lanier
- 1923 : West of the Water Tower de Rollin S. Sturgeon : Bee Chew
- 1924 : The Enchanted Cottage de John S. Robertson : Laura Penningtow
- 1924 : The Bedroom Window de William C. de Mille : Ruth Martin
- 1924 : Tarnish (en) : Letitia Tevis
- 1924 : Trois Femmes (Three Women) d'Ernst Lubitsch : Jeanne Wilton
- 1925 : Tourbillon de jeunesse (The Mad Whirl) de William A. Seiter : Cathleen Gillis
- 1925 : Tessie : Tessie
- 1925 : L'Éventail de Lady Windermere (Lady Windermere's Fan) de Ernst Lubitsch : Lady Windermere
- 1925 : Ben-Hur (Ben-Hur: A Tale of the Christ) de Fred Niblo : Esther
- 1926 : Calf-Love
- 1926 : L'Ombre qui descend (The Road to Glory) de Howard Hawks : Judith Allen
- 1926 : My Old Dutch : Sal Gratton
- 1926 : The Passionate Quest : Rosina Vonet

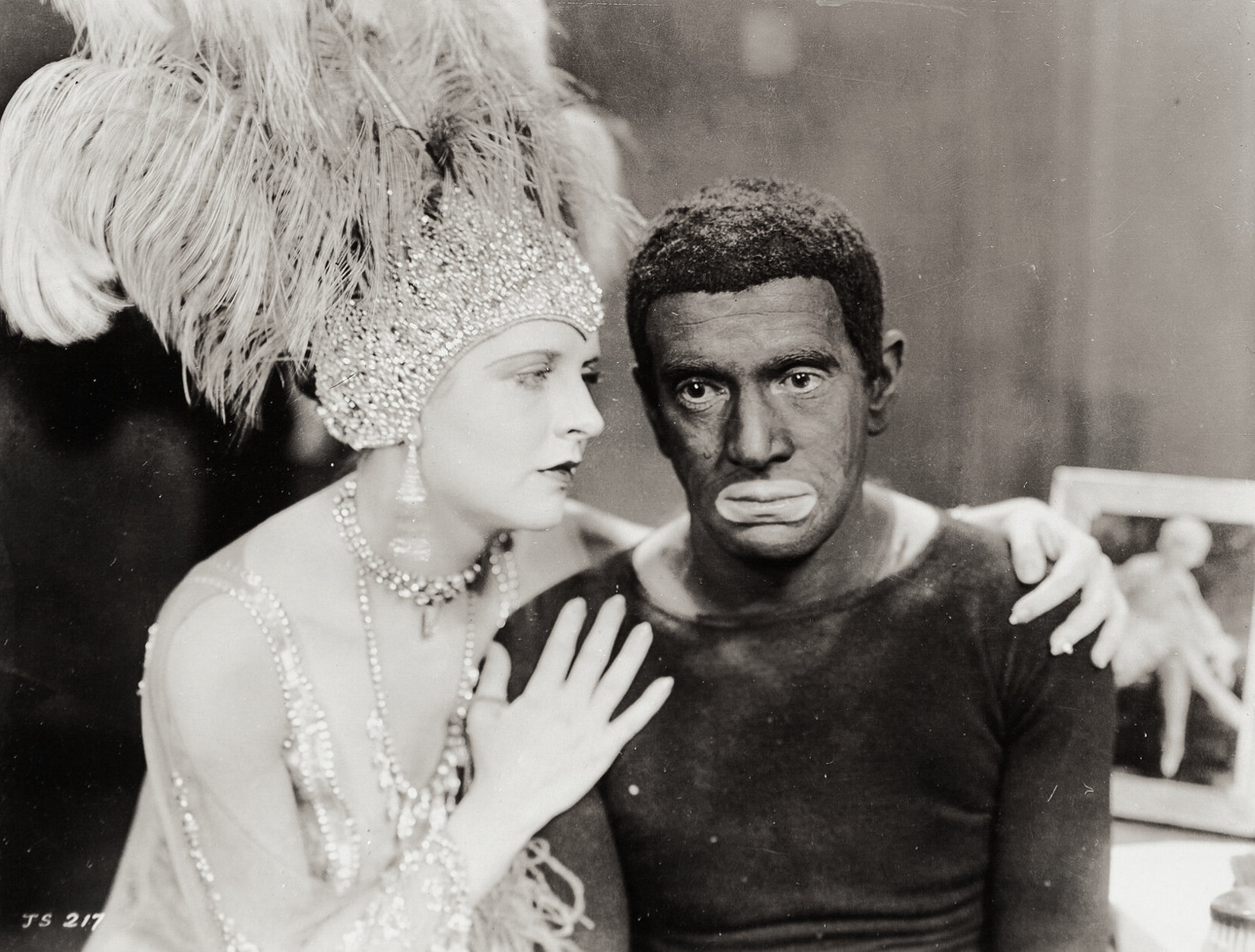
Avec Al Jolson dans Le Chanteur de jazz (1927)

- 1926 : The Savage de Fred C. Newmeyer : Ysabel Atwater
- 1926 : The Fire Brigade de William Nigh : Helen Corwin
- 1927 : Matinee Ladies : Sallie Smith
- 1927 : Irish Hearts : Sheila
- 1927 : Slightly Used : Cynthia Martin
- 1927 : Le Chanteur de jazz (The Jazz Singer) d'Alan Crosland : Mary Dale
- 1927 : A Reno Divorce : Carla
- 1927 : Coquin de briquet (If I Were Single) de Roy Del Ruth : May Howard
- 1928 : May McAvoy in Sunny California
- 1928 : Princesse de Luna Park (The Little Snob) de John G. Adolfi : May Banks
- 1928 : The Lion and the Mouse de Lloyd Bacon : Shirley Ross
- 1928 : Caught in the Fog (en) de Howard Bretherton : la fille
- 1928 : The Terror de Roy Del Ruth : Olga Redmayne
- 1929 : Stolen Kisses de Ray Enright : May Lambert
- 1929 : No Defense de Lloyd Bacon : Ruth Harper

### Années 1940
- 1940 : Two Girls on Broadway de S. Sylvan Simon : secrétaire de Chatworth
- 1940 : The New Pupil (en) d'Edward L. Cahn : la mère de Sally
- 1940 : Phantom Raiders de Jacques Tourneur : Middle Telephone Operator
- 1940 : Dulcy de King Vidor : Miss Murphy, secrétaire de Van Dyke
- 1940 : Third Finger, Left Hand de Robert Z. Leonard : opératrice téléphonique
- 1941 : Main Street on the March! (en) d'Edward L. Cahn : Window Shopper
- 1941 : The Get-Away d'Edward Buzzell : secrétaire de Duff
- 1941 : Ringside Maisie (en) d'Edwin L. Marin : première infirmière
- 1942 : Born to Sing d'Edward Ludwig
- 1942 : L'Assassin au gant de velours (Kid Glove Killer) de Fred Zinnemann : Miss Huser, secrétaire du maire
- 1943 : Un commando en Bretagne (Assignment in Brittany) de Jack Conway : une infirmière
- 1945 : Week-end au Waldorf (Week-End at the Waldorf) de Robert Z. Leonard : rôle mineur
- 1947 : L'As du cinéma (Merton of the Movies) de Robert Alton : rôle mineur
- 1948 : Amour en croisière (en) (Luxury Liner) de Richard Whorf

### Années 1950
- 1950 : Le Mystère de la plage perdue (Mystery Street) de John Sturges : infirmière
- 1952 : Les Ensorcelés (The Bad and the Beautiful) de Vincente Minnelli : secrétaire de Pebbel
- 1954 : La Tour des ambitieux (Executive Suite) de Robert Wise : secrétaire de Grimm
- 1956 : La Rançon (Ransom!) d'Alex Segal : Miss May
- 1957 : L'aigle vole au soleil (The Wings of Eagles) de John Ford : infirmière
- 1957 : La Femme modèle (Designing Woman) de Vincente Minnelli : Wardrobe Woman
- 1957 : Terreur dans la vallée (Gun Glory) de Roy Rowland
- 1959 : Ben-Hur de William Wyler